# 威廉·汉勒

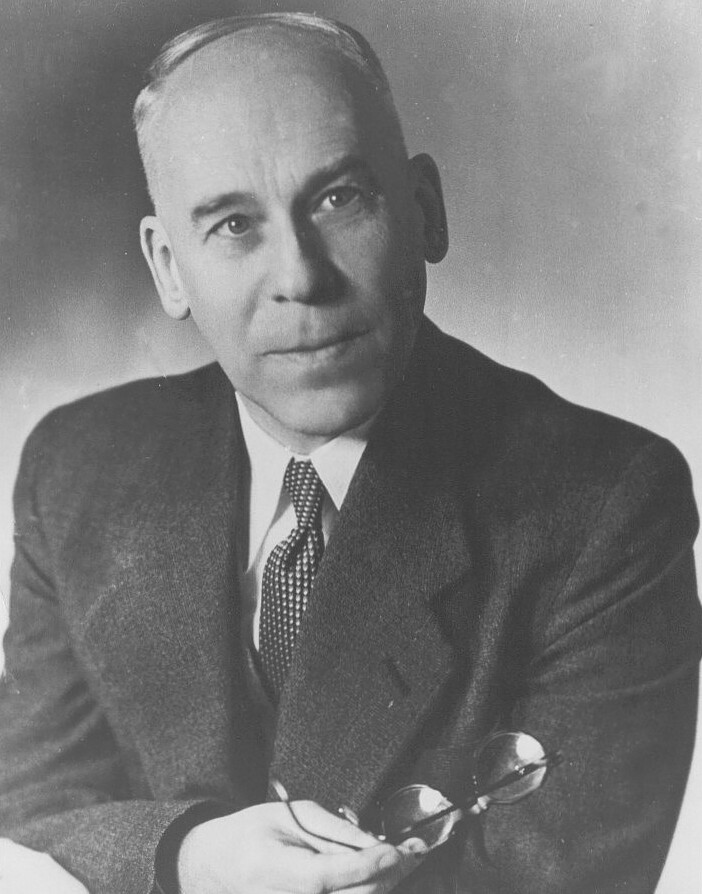
威廉·汉勒

威廉·汉勒（德語：Wilhelm Hanle，1901年1月13日—1993年4月29日，吉森）是德国的实验物理学家，最出名的物理发现是汉勒效应。二战期间，他曾同格奥尔格·约斯一道向提出过将核能用于军事用途，随后组建了“铀俱乐部”（正式名称为“核物理协会（德語：Arbeitsgemeinschaft für Kernphysik）”在德國核武器開發計畫提供援助。战后他成了一名大学教授，后担任吉森大学的物理系主任。